# Gaylord Perry
Gaylord Perry (Williamston, Carolina del Norte; 15 de septiembre de 1938-Gaffney, Carolina del Sur; 1 de diciembre de 2022) fue un beisbolista estadounidense de Grandes Ligas. Durante su carrera, de 1962 a 1983, lanzó para ocho equipos diferentes. En sus 22 temporadas en Grandes Ligas, Perry ganó 314 juegos, con 3,534 ponches y 3.11 de promedio de carreras limpias. Fue seleccionado para el Salón de la Fama en 1991.

## Carrera en Grandes Ligas
Perry, fue el primer lanzador en ganar el Premio Cy Young en ambas Ligas, al ganarlo en la Liga Americana en 1972 con los Cleveland Indians y en la Liga Nacional en 1978 con los San Diego Padres. Fue igualmente reconocido, junto con su hermano Jim, por ser la segunda combinación de hermanos más ganadores de la historia de las Mayores, solo por detrás de los hermanos Niekro (Phil y Joe). Mientras lanzaba para los Seattle Mariners en 1982, Perry se convirtió en el jugador número 15 en alcanzar las 300 victorias.
Como la mayoría de los lanzadores, Perry no fue muy destacado por su bateo. En 1963, durante su segunda temporada, su mánager Alvin Dark dijo en broma: “Ellos pondrán un hombre en la luna antes que él conecte un jonrón”. Existen otras versiones de la historia, pero como quiera que sea, el 20 de julio de 1969, solo una hora después que el Apollo 11, con Neil Armstrong y Buzz Aldrin a bordo, llegara a la luna, Perry conectó el primer jonrón de su carrera.
Perry tuvo el récord, luego del año 1900, de más temporadas consecutivas con 15 victorias (13), de 1966 a 1978. Siendo segundo de todos los tiempos, por detrás de las 15 logradas por Cy Young (1891-1905). Greg Maddux los sobrepasó a ambos al lograr 17 (1988-2004).
En 1999, “The Sporting News” ubicó a Perry en el puesto 97 de la lista de los 100 mejores jugadores de béisbol de la historia (100 Greatest Baseball Players).